# Droizy
Droizy ist eine französische Gemeinde mit 75 Einwohnern (Stand: 1. Januar 2022) im Département Aisne in der Region Hauts-de-France (frühere Region: Picardie). Sie gehört zum Arrondissement Soissons und zum Kanton Villers-Cotterêts.

## Geographie
Die Gemeinde Droizy liegt am Ruisseau de Launoy, der als Quellbach der Crise der Aisne zufließt, rund 14 Kilometer südsüdöstlich von Soissons und 31 Kilometer nördlich von Château-Thierry. Nachbargemeinden von Droizy sind Chacrise im Norden, Muret-et-Crouttes im Osten, Launoy im Süden und Hartennes-et-Taux im Westen.

## Bevölkerungsentwicklung
| Jahr                       | 1962 | 1968 | 1975 | 1982 | 1990 | 1999 | 2011 | 2021 |
| Einwohner                  | 104  | 85   | 87   | 66   | 66   | 79   | 74   | 76   |
| Quellen: Cassini und INSEE |      |      |      |      |      |      |      |      |

## Sehenswürdigkeiten
- 22 Meter hoher zylindrischer Donjon als Überrest des größtenteils 1886 abgerissenen Schlosses, teilweise als Monument historique eingetragen (Base Mérimée PA00115653)
- Kirche Saint-Rémi aus dem 12. und 16. Jahrhundert, seit 1927 Monument historique (Base Mérimée PA00115654)

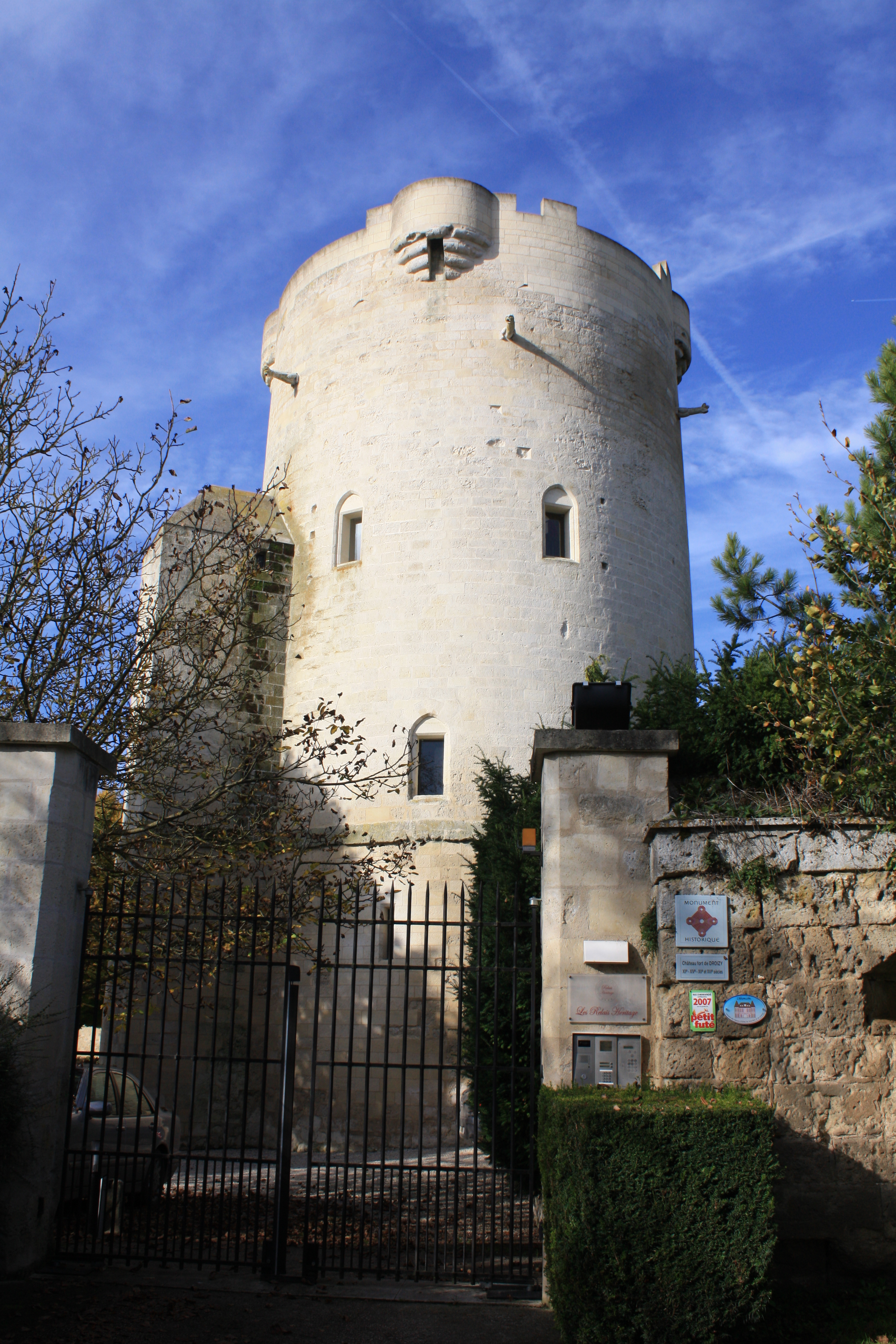
Donjon des ehemaligen Schlosses
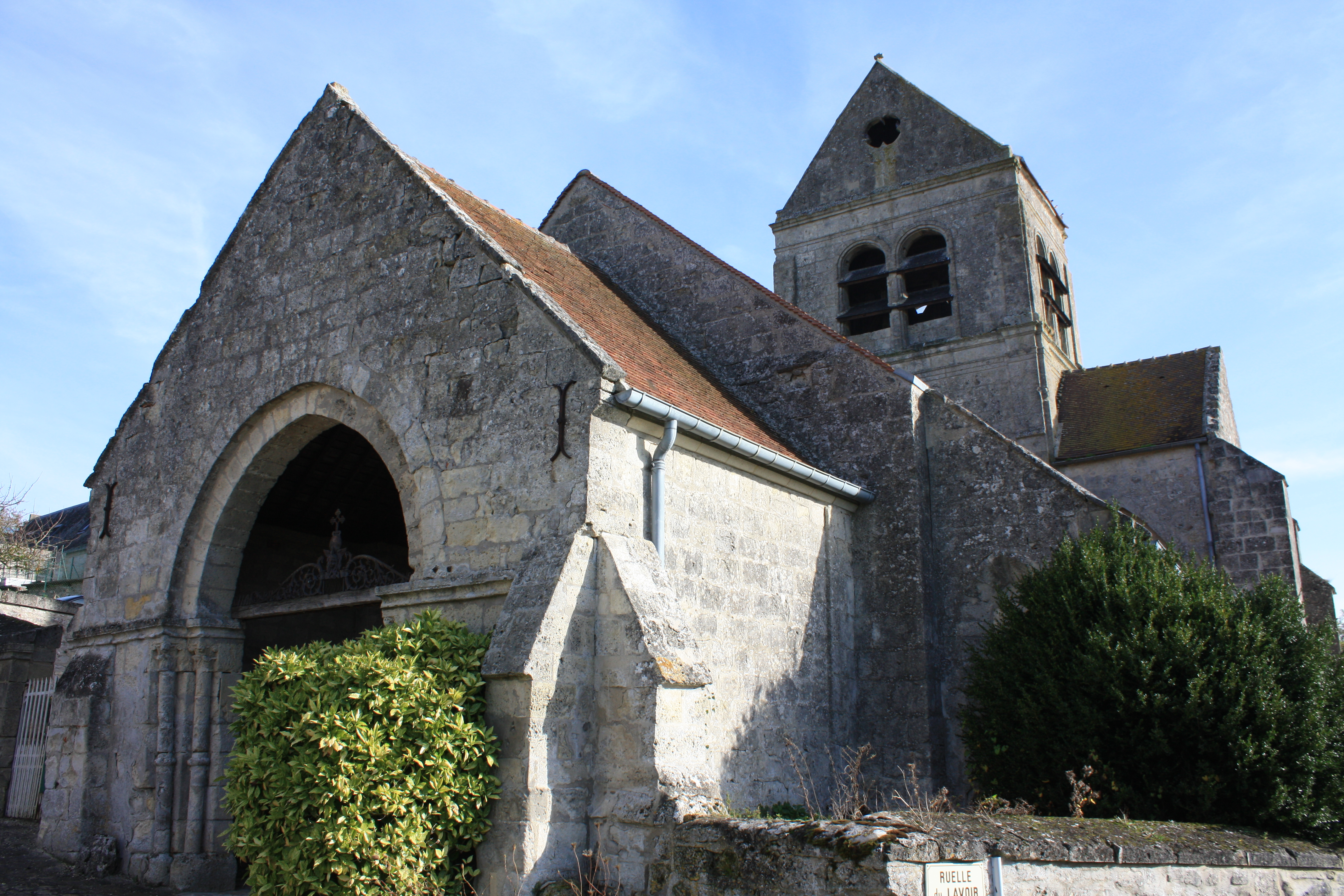
Kirche Saint-Rémi
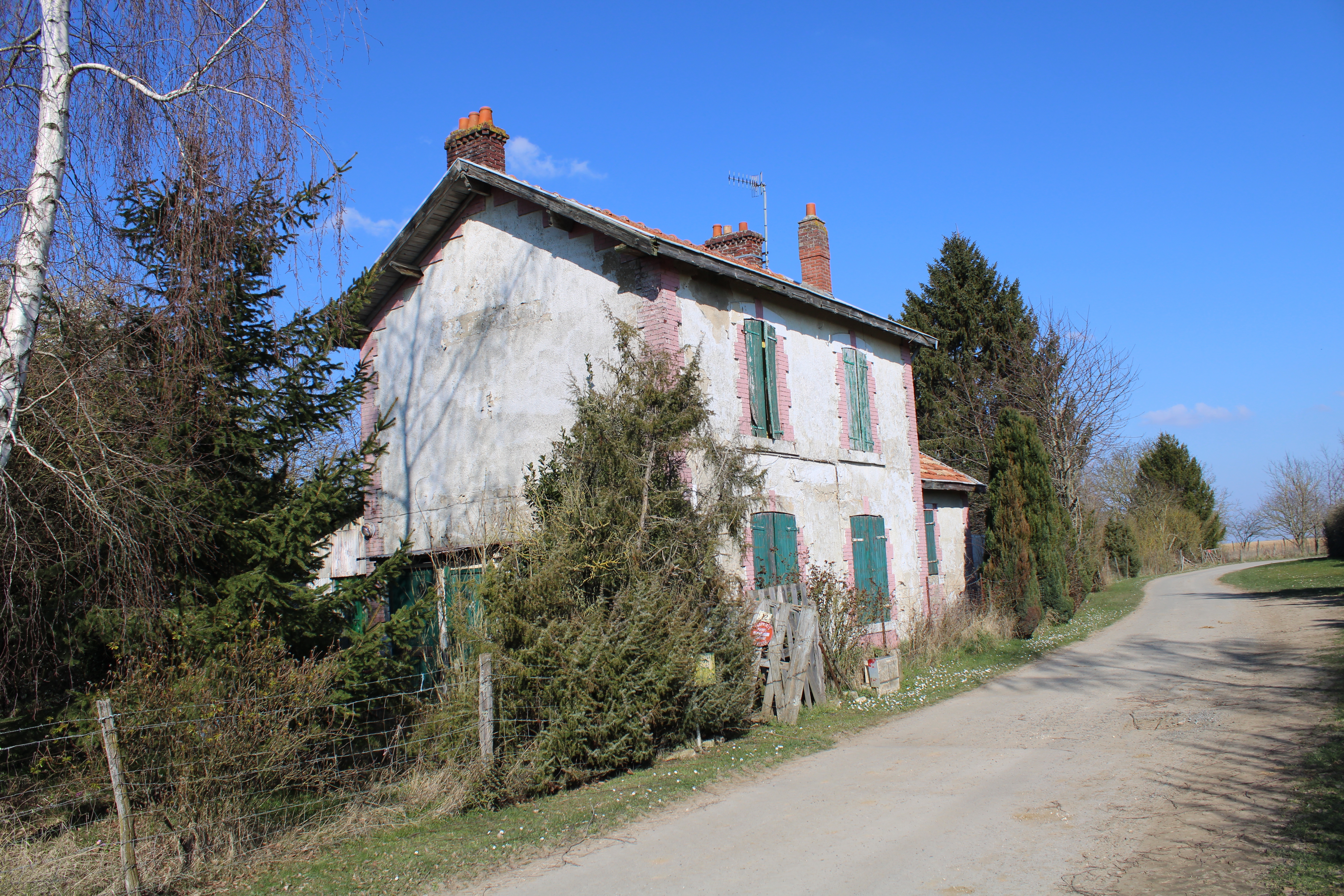
Ehemaliger Bahnhof